# أيونون
الأيونونات هي سلسلة من مواد كيميائية وثيقة الصلة تُعد جزءًا من مجموعة المركبات المعروفة باسم الكيتونات الوردية، والتي تشمل أيضًا الداماسونات والداماسينونات. الأيونونات مكونات لها عبير توجد في مجموعة متنوعة من الزيوت العطرية، بما في ذلك زيت الورد. فالبيتا أيونون، رغم تركيزه المنخفض نسبيًا، من أهم العناصر المساهمة في عبير الورود، وهو مادة كيميائية مهمة ذات أريج تُستخدم في صناعة العطور. تُشتق الأيونونات بتحلل الكاروتينات.
يعتبر مزيج الألفا- أيونون والبيتا- أيونون من خصائص رائحة البنفسج ويستخدم مع المكونات الأخرى في صناعة العطور والنكهة لإعادة تكوين رائحتها.
يمكن استقلاب الكاروتينات الألفا كاروتين، والبيتا كاروتين، والجاما كاروتين، والزانثوفيل بيتا- كربتوزانتين إلى بيتا أيونون، وبالتالي يكون لهم تأثير فيتامين أ لأن الحيوانات آكلة النباتات تستطيع تحويلهم إلى الريتينول والريتينال. لا يمكن تحويل الكاروتينات التي لا تحتوي على جزء البيتا-أيونون إلى الريتينول، وبالتالي لا يكون لها تأثير فيتامين أ.

## الاصطناع الحيوي
الكاروتينات هي سلائف مركبات العطور المهمة في العديد من الزهور. على سبيل المثال، أكدت دراسة أجريت عام 2010 للأيونونات في العبقة الأريجية (أوسمانثوس فراجرنز لور. فار.أورانتياكوس) أن زيتها العطري يحتوي على أكبر تنوع للمواد المتطايرة المشتقة من الكاروتينات بين النباتات المزهرة التي فُحصت. تُعُرِّف على ترميز الدنا المتمم لإنزيم تشطّر شبه كاروتيني، وهو (أو إف سي سي دي 1)، من النسخ المعزولة من زهور العبقة الأريجية. تشطر الإنزيمات المعاد تكوينها الكاروتينات لإنتاج الألفا أيونون والبيتا أيونون في المقايسات المختبرية.
كما اكتشفت الدراسة نفسها أن محتوى الكاروتين، والانبعاثات المتطايرة، ومستويات نسخة (أو إف سي سي دي 1) تخضع لتغيرات شدة الضوء، وأنها زادت بشكل أساسي خلال ساعات النهار. ففي الأوقات التي وصلت فيها مستويات نسخ (أو إف سي سي دي 1) إلى حدها الأقصى، ظل محتوى الكاروتين منخفضًا أو انخفض قليلًا بعد. كان انبعاث الأيونونات أعلى أيضًا خلال النهار؛ ومع ذلك، انخفضت الانبعاثات بمعدل أقل من مستويات النسخ. علاوة على ذلك، زاد محتوى الكاروتينات من اليوم الأول إلى اليوم الثاني، بينما انخفض الانبعاث المتطاير، وأظهرت مستويات نسخ (أو إف سي سي دي 1) تذبذبات في حالة الاستقرار، ما يشير إلى أن توافر الركيزة (المادة التي يعمل عليها الإنزيم) في الأحياز الخلوية يتغير أو أن هناك عوامل تنظيمية أخرى منخرطة في تكوين النوريسوبريدات المتطايرة. يستمر تكوين الأيونونات بعملية تتوسط فيها إنزيمات الدي أكسيجيناز الكاروتينية.

## الاصطناع العضوي
يمكن اصطناع الأيونون من السترال والأسيتون باستخدام أكسيد الكالسيوم بصفته حفّازًا قاعديًا غير متجانس، في مثالٍ على التكاثف الألدولي المتبوع بتفاعل إعادة ترتيب.
يعتبر تفاعل الإضافة المحب للنواة للأنيون الكربوني 3 من الأسيتون 1 إلى مجموعة الكاربونيل على السترال 4 تفاعلًا قاعدي التحفيز. يقوم منتج التكاثف الألدولي 5 بإزالة الماء من خلال أيون الإينول 6 لتكوين الأيونون الكاذب 7.
يتابع التفاعل بالحفز الحمضي حيث تفتح الرابطة المضاعفة في 7 لتكوين الكاتيون الكربوني 8. يتبع ذلك تفاعل إعادة ترتيب للكاتيون الكاربوني بإغلاق الحلقة إلى 9. وأخيرًا يمكن استخلاص ذرة الهيدروجين من 9 بواسطة جزيء مستقبل (Y) لتكوين إما 10 (نظام مترافق ممتد) أو 11.